# Dasyatis pastinaca
Pour les articles homonymes, voir la page pastenague et l'article sur les différentes types de raies.
Espèce
Répartition géographique
Statut de conservation UICN

 DD  : Données insuffisantes
La Raie pastenague ou Pastenague commune (Dasyatis pastinaca) est une espèce de raies de la famille des Dasyatidae. On la rencontre dans le nord-est de l'océan Atlantique ainsi qu'en mer Méditerranée, et en mer Noire. Elle habite généralement des fonds sableux ou vaseux des eaux côtières jusqu'à 60 m de profondeur, et s'enfouit souvent dans les sédiments. Mesurant généralement 45 cm de diamètre, la raie pastenague possède une queue fine dotée d'un aiguillon venimeux. Elle est reconnaissable à sa coloration unie et à sa peau lisse.
La raie pastenague se nourrit principalement de crustacés vivant au fond de l'eau, mais aussi de mollusques, de vers polychètes et de petits poissons. Elle est vivipare aplacentaire : les embryons sont nourris par le vitellus et, plus tard, par l'histotrophe ("lait utérin") produit par la mère. Les femelles mettent au monde 4 à 9 petits deux fois par an dans des eaux peu profondes, après une période de gestation de quatre mois. Cette raie peut infliger une blessure douloureuse, mais rarement mortelle, avec l'épine venimeuse de sa queue. Cette espèce n'est pas recherchée par la pêche commerciale, mais elle est capturée en grand nombre comme prise accessoire et utilisée pour l'alimentation, la farine de poisson et l'huile de foie. Sa population est apparemment en diminution dans toute son aire de répartition et l'Union internationale pour la conservation de la nature (UICN) la considère comme vulnérable.

## Dénominations et systématique

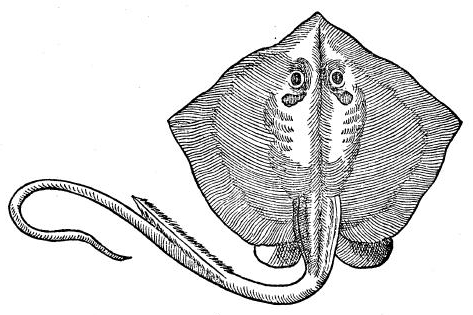
La plus ancienne illustration d'un pastenague commune, publiée par Pierre Belon en 1553 dans De Aquatilibus Libri Duo.

Bien documentée depuis l'Antiquité classique, la raie commune était connue sous le nom de trygon (τρυγών) par les Grecs anciens et sous le nom de pastinaca par les Romains ,.
La première description scientifique officielle de la raie pastenague, sous le nom de Raja pastinaca, a été rédigée par le père de la taxonomie Carl von Linné dans la dixième édition de Systema Naturae en 1758. Elle a depuis été placée dans le genre Dasyatis. Il existe au moins 25 références antérieures à cette raie dans la littérature, sous divers noms non-binomiaux tels que Raja corpore glabro, aculeo longo anterius serrato in cauda apterygia, Pastinaca marina prima, et Pastinaca marina lævis. Beaucoup de ces premières descriptions, y compris celle de Linné, comprenaient également des caractéristiques provenant d'autres espèces.
Dasyatis chrysonota a longtemps été considérée comme une sous-espèce de la pastenague commune, mais l'absence de marques bleues chez cette dernière et ses caractéristiques morphologiques et méristiques différentes ont conduit Paul Cowley et Leonard Compagno à distinguer définitivement les deux espèces en 1993. La distinction entre la pastenague commune et la pastenague de Tortonese (Dasyatis tortonesei) est mal comprise et pourrait ne pas être valable, et nécessite donc des recherches plus approfondies.

## Caractéristiques

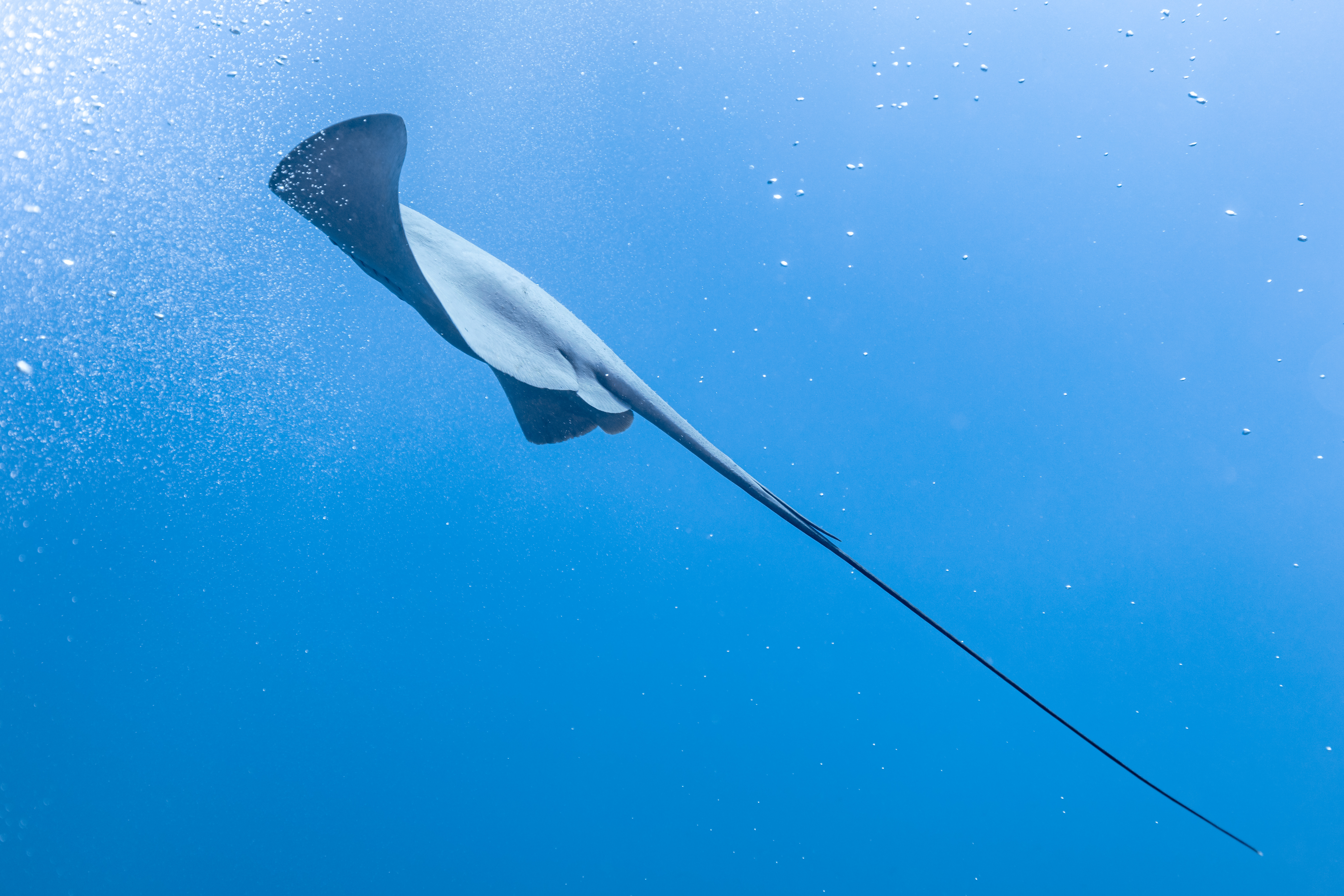
Dasyatis pastinaca au large du Cap Palos, Espagne, Méditerranée. Juillet 2022.

La raie pastenague peut atteindre une largeur de 1,4 m (45 cm en moyenne) et une longueur de 2,5 m. Elle pèse généralement entre 15 et 20 kg. Son corps est plat, en forme de losange arrondi au niveau des nageoires pectorales et pointu à l'avant. Les yeux sont plus petits que les spiracles, les valves inhalantes situées juste derrière qui amènent l'eau aux branchies. Sa bouche comporte 28 à 38 rangées de dents sur la mâchoire supérieure et 28 à 43 rangées sur la mâchoire inférieure. Les dents sont petites, émoussées chez la femelles et pointues chez le mâle. Le plancher buccal possède cinq papilles.
La queue est mince et en forme de fouet, et mesure environ 60% de la longueur totale du poisson. Une épine dentelée, mesurant jusqu'à 35 cm de long et dotée d'une glande à venin, est positionnée à un tiers de sa base. Une deuxième voire une troisième épine peuvent également être présentes, car les épines sont régulièrement remplacées et de nouvelles poussent avant que celles déjà existantes ne soient éliminées,. La pastenague commune présente une face dorsale d'une couleur unie grise, brune, roussâtre ou vert olive, et une face ventrale blanchâtre, avec les bordures des nageoires plus sombres. Les jeunes raies peuvent présenter des taches blanches,.
La pastenague commune nage grâce à ses nageoires pectorales, sa queue ne lui servant que de gouvernail. Ses nageoires pectorales lui servent également à s'enfouir dans le sable.
Le plus grand spécimen de raie pastenague enregistré a été pêché en 2016 dans la province d'Izmir, en Turquie, dans le cadre d'une étude sur la pêche à la traîne. Ses nageoires avaient une largeur de 2,21 m, mais sa longueur n'a pas pu être déterminée car sa queue avait été sectionnée. En règle générale, les plus grandes pastenagues vivent proche des côtes du Maghreb.

## Habitat et répartition

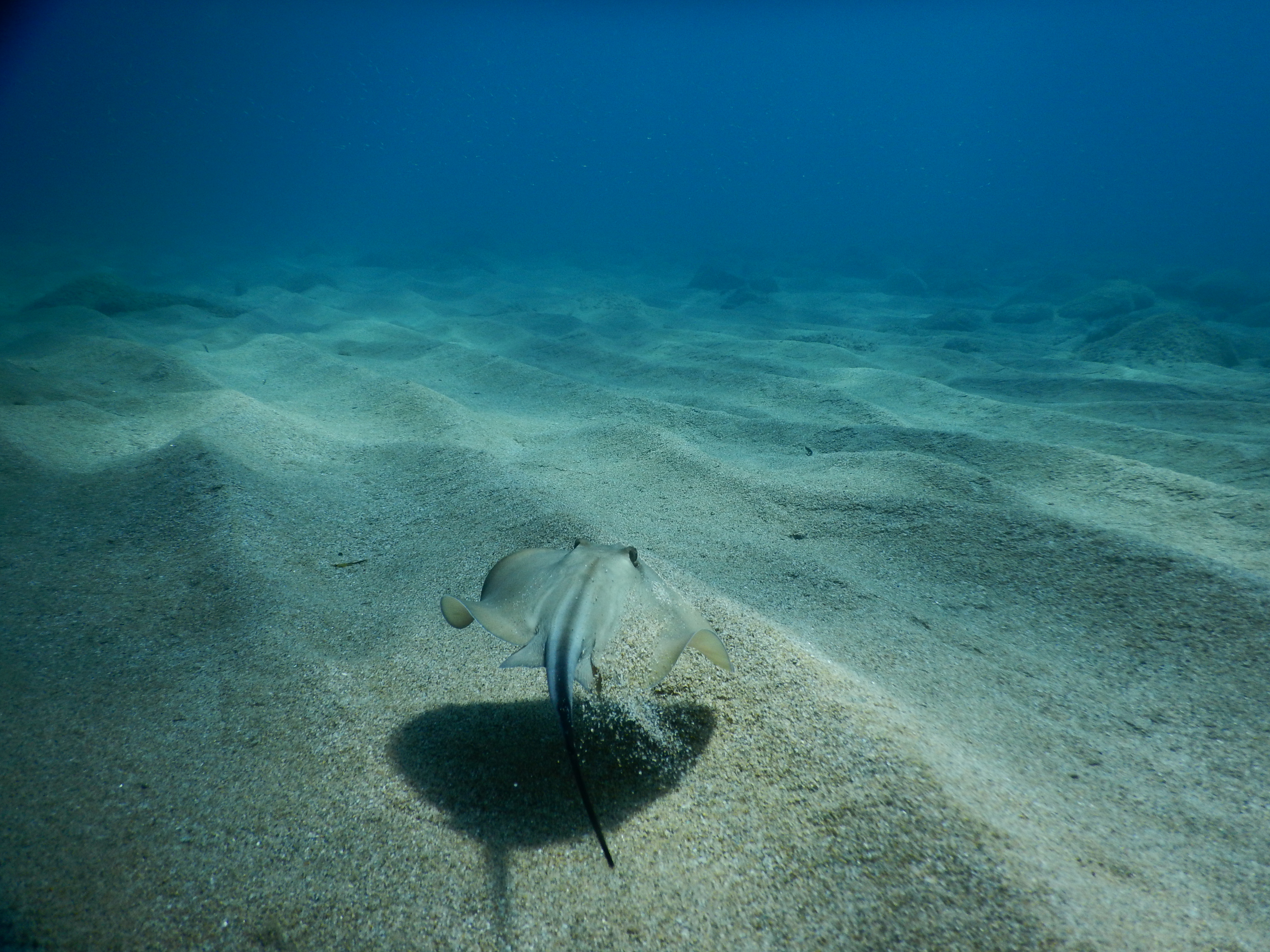
La pastenague commune apprécie les fonds sableux et les eaux calmes.

La pastenague commune est présente dans toute la mer Méditerranée, en mer Noire et, en nombre nettement inférieur, dans l'océan Atlantique nord-est, du sud de la Norvège et de l'ouest de la mer Baltique jusqu'au golfe de Guinée, et notamment autour des principales îles de cette zone (Madère, Açores et îles Canaries),6 On la rencontre aussi dans les cinq archipels de la Polynésie française. Cette espèce benthique peut être observée du rivage jusqu'à une profondeur de 100 m, mais est plus commune entre 5 et 60 m. Elle préfère les fonds sablonneux ou vaseux des eaux calmes et abritées, mais on la rencontre aussi parfois près des récifs rocheux ou dans les estuaires, car elle tolère une faible salinité,,. Au large des Açores, les raies pastenagues sont plus abondantes en été et moins en hiver, ce qui suggère un déplacement saisonnier de l'aire de répartition et/ou de la profondeur, comme cela a été documenté chez d'autres espèces de raies.

## Écologie et comportement
La pastenague commune peut se rencontrer seule ou en groupe. Les mâles et les femelles semblent avoir tendance à vivre séparément. Elle est plus active la nuit, ayant tendance à s'enfouir dans les sédiments pendant la journée, ne laissant dépasser que ses yeux et ses spiracles,. 

### Alimentation

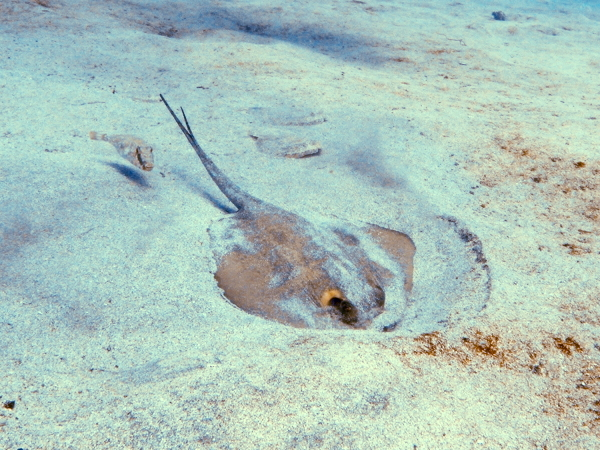
La raie pastenague s'enfouit dans le sable avec ses nageoires pectorales pour chasser les invertébrés et poissons benthiques, ici à Ténérife.

Elle se nourrit d'une grande variété d'organismes vivant sur le fond, notamment des crustacés, des céphalopodes, des bivalves, des vers polychètes et de petits poissons. Elle peut causer d'importants dommages sur les sites de conchyliculture. Une étude menée dans le golfe d'İskenderun, au large de la Turquie, a révélé que les crustacés représentaient environ 99 % de son régime alimentaire, et que la part des poissons dans celui-ci devenait de plus en plus importante avec l'âge. Une autre étude menée au large de la côte de Tarsus, en Turquie, a montré que la proie la plus consommée était la crevette Metapenaeus stebbingi, suivie de la crevette pistolet Alpheus glaber et du crabe nageur Charybdis longicollis, et que les céphalopodes étaient relativement importants pour les mâles, tandis que les poissons étaient plus importants pour les femelles. Des raies pastenagues ont été observées se suivant de près en présence de nourriture, peut-être pour profiter du succès de la chasse des autres individus.
La pastenague commune chasse à l'affût, enfouie dans le sable.

### Reproduction
Lors de l'accouplement, le mâle procède à une fécondation interne de la femelle avec ses ptérygopodes, des appendices copulateurs issus de ses nageoires pelviennes. Après le transfert de son sperme, le mâle secrète une autre substance destinée à fermer l'orifice génital de la femelle et éviter ainsi que d'autres mâles s'accouplent avec elle.
Comme les autres raies, la raie pastenague est vivipare aplacentaire : les embryons sont d'abord nourris par le vitellus, qui est ensuite complété par l'histotrophie ("lait utérin", riche en protéines et en graisse) délivrée par la mère à travers de nombreuses extensions de l'épithélium utérin appelées trophonèmes. Les femelles mettent au monde deux portées de 4 à 9 petits par an dans les eaux côtières peu profondes, après une période de gestation de quatre mois. Les naissances ont lieu en été, entre mai et septembre voire entre juillet et août,. Des raies adultes se rassemblent au large des îles Baléares de la mi-juin à juillet, peut-être à des fins de reproduction. Les nouveau-nés mesurent environ 8 cm de large et 20 cm de long. Les mâles atteignent la maturité sexuelle à 22 à 32 cm de diamètre et les femelles à 24 à 38 cm,. Le plus vieil individu connu dans la nature avait dix ans, mais l'espèce a vécu jusqu'à 21 ans en captivité. 

### Parasites
La raie pastenague peut être parasitée par les trématodes Heterocotyle pastinacae et Entobdella diadema, et par le ver solitaire Scalithrium minimum.

## La pastenague commune et l'humain

### Menaces et protection
Les raies pastenagues sont capturées accidentellement dans de nombreuses parties de leur aire de répartition par les chaluts de fond, les filets maillants, les palangres de fond, les sennes de plage et les trémails. En raison de sa répartition côtière, cette raie est plus sensible à la pêche côtière à petite échelle qu'à la pêche industrielle hauturière, comme dans les îles Baléares où elle représente 40 % des prises de requins et de raies au filet trémail. Des études[Lesquelles ?] indiquent que les populations de pastenagues communes ont décliné en Méditerranée et dans l'Atlantique Nord-Est, et qu'elles ont peut-être disparu du golfe de Gascogne. Par conséquent, l'Union internationale pour la conservation de la nature (UICN) a classé cette espèce dans la catégorie "vulnérable". La pastenague commune est protégée dans cinq aires marines protégées (AMP) aux Baléares et bénéficie également d'une interdiction de l'Union européenne sur l'utilisation des chaluts dans un rayon de 5,6 km de la côte.

### Gastronomie
Le zoologiste britannique Francis Day, dans son ouvrage The Fishes of Great Britain and Ireland (1884), note que la raie pastenague n'est pas consommée en raison de sa chair "rance et désagréable", et que les pêcheurs gallois utilisent l'huile de son foie pour soigner les brûlures et autres blessures. Aujourd'hui, les nageoires pectorales ou "ailes" de cette raie sont vendues fumées ou séchées et salées, et sont également utilisées comme source de farine de poisson et d'huile de foie. Le foie est considéré comme un mets délicat dans la cuisine française, et utilisé pour préparer des plats tels que les beignets de foie de raie et le foie de raie en croûte. Sa peau tannée est vendue sous le nom de galuchat.

### Piqûre

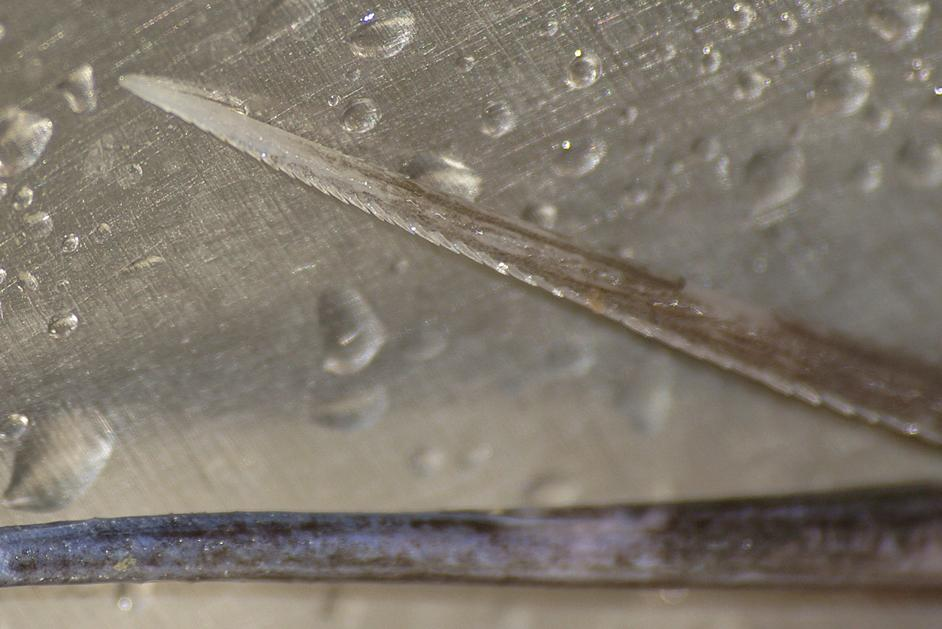
L'épine de la raie pastenague entraine une piqûre douloureuse.

Bien que non agressive, cette espèce peut infliger une blessure douloureuse avec son épine dentelée venimeuse. Elle est formée d'un dard armé de deux rangées de pointes orientée en sens inverse comme les crochets d'un harpon, et recouverte d'une enveloppe de peau. Une fois l'épine enfoncée, la raie presse les muscles de sa queue pour vider la glande à venin. Ce dernier a des propriétés hémolytiques, neurotoxiques et des impacts cardio-vasculaires. Il est thermolabile et donc destructible par une source de chaleur. La piqûre est immédiatement douloureuse et peut entrainer la formation d'un œdème. Sa cicatrisation est longue et une surinfection est possible.
Les Grecs et les Romains de l'Antiquité craignaient beaucoup son venin, des auteurs comme Claude Elien (175-235 après J.-C.) affirmant que les blessures causées par les raies étaient incurables,. Le naturaliste romain Pline l'Ancien (23-79 ap. J.-C.), dans son Histoire naturelle, affirme que l'épine de la raie est capable de tuer les arbres, de percer les armures comme une flèche et de corroder le fer,. Dans la mythologie grecque, Hercule aurait perdu un doigt à cause de la morsure d'une raie, et Circé aurait armé son fils Télégonos d'une lance munie d'une épine de raie, avec laquelle il aurait accidentellement tué son père Ulysse,.
Le 4 septembre 2006 Steve Irwin trouve la mort des suites d'une piqure au cœur par une raie pastenague. Il plongeait avec son équipe de production à Batt Reaf dans le Queensland. Toute la scène a été filmée et cette vidéo circule sur le net.